# BRAND NEW STORY
「BRAND NEW STORY」（ブラン・ニュー・ストーリー）は、東京パフォーマンスドール（新生）の1枚目のシングル。2014年6月11日にエピックレコードジャパンから発売された。

## 概要
新生・東京パフォーマンスドールのCDメジャーデビュー曲であり、2014年3月24日にCBGKシブゲキ!!にて、お披露目が行われた。
読売テレビ・日本テレビ系全国ネットTVアニメ「金田一少年の事件簿R」オープニングテーマに採用された。（第1話（2014年4月5日）- 第14話（同年7月5日） ）
2014年6月23日付けオリコン週間ランキングで8位を獲得。先代・東京パフォーマンスドールの成し得なかったオリコンTOP10入りを果たした。この結果を受け、リーダーの高嶋菜七はファンに感謝の言葉を述べるとともに「ここがスタートライン。ここで立ち止まらずもっともっと上、世界を目指して頑張っていきます」と意気込みを語った。

## 音楽性と歌詞
Sony Musicによる解説「今まさに始まろうとしている新しい物語の予感を感じさせる歌詞。十代のメンバーそのものを表現したような、フレッシュで勢いのある前向きなメロディ。そして彼女たちの最大の魅力のひとつでもあるダンスが映える激しい4つ打ちにロックなギターが絡む、アグレッシブなアレンジ。すべての要素が絡み合い、デビューにふさわしい、エネルギーに満ち溢れた力強い楽曲」
作曲者の特徴通り、既存楽曲のフレーズを多く流用している。一聴してわかる部分ではtrf・Every little thing・エレファントカシマシの有名曲、バッキングトラックの細部も含めるとさらに多くの流用・焼き直しが散見できる。
本曲に関し、メンバーは次のように語っている。
浜崎香帆「この曲は仲間の絆や新しい扉を開ける人たちに向けてのメッセージソングになればいい」。
小林晏夕「今の私たちの心情が歌詞に書かれているような気がした。どことなく先代のいいところがエッセンスとして入っている。これから歌い続けることで私たちの色に染め上げていきたい」
。
上西星来「私はタイトロープっていう言葉が気に入ってる。夢をかなえるためには、安全な道を通って、楽にいけるわけがない。その道筋をタイトロープに例えてるのがいいなって思います」。

## 収録曲

### 初回生産限定盤A
CD
| #  | タイトル                                                | 作詞     | 作曲     | 編曲   | 時間 |
| -- | ------------------------------------------------------- | -------- | -------- | ------ | ---- |
| 1. | 「BRAND NEW STORY」                                     | 藤林聖子 | 渡辺徹   | 江口亮 | 3:57 |
| 2. | 「ダイヤモンドは傷つかない -Rearranged ver.-」          | 売野雅勇 | 小室哲哉 | 江口亮 | 4:13 |
| 3. | 「BRAND NEW STORY(KARAOKE)」                            |          |          |        | 3:57 |
| 4. | 「ダイヤモンドは傷つかない -Rearranged ver.-(KARAOKE)」 |          |          |        | 4:12 |

DVD
| #  | タイトル                                       | 作詞 | 作曲・編曲 | 時間 |
| -- | ---------------------------------------------- | ---- | ---------- | ---- |
| 1. | 「BRAND NEW STORY -Music Video-」              |      |            | 4:24 |
| 2. | 「BRAND NEW STORY -Music Video- (Dance ver.)」 |      |            | 4:10 |

### 初回生産限定盤B
CD（初回生産限定盤Aと同じ）
DVD
| #         | タイトル                                                                               | 作詞  | 作曲・編曲 | 時間 |
| --------- | -------------------------------------------------------------------------------------- | ----- | ---------- | ---- |
| 1.        | 「WE ARE TPD!!」(DANCE SUMMIT DIGEST at CBGKシブゲキ!! 2014.4.5)                       |       |            | 3:13 |
| 2.        | 「BRAND NEW STORY」(DANCE SUMMIT DIGEST at CBGKシブゲキ!! 2014.4.5)                    |       |            | 3:59 |
| 3.        | 「WEEKEND PARADISE -Rearranged ver.-」(DANCE SUMMIT DIGEST at CBGKシブゲキ!! 2014.4.5) |       |            | 4:41 |
| 合計時間: | 合計時間:                                                                              | 12:02 |            |      |

### 初回生産限定盤C
CD（初回生産限定盤Aと同じ）
DVD
| #  | タイトル                                  | 作詞 | 作曲・編曲 | 時間  |
| -- | ----------------------------------------- | ---- | ---------- | ----- |
| 1. | 「TPD DOCUMENTARY vol.1 (2013.6-2014.4)」 |      |            | 15:12 |

### デジタルセレクトカップリング盤
CD
| #  | タイトル                                       | 作詞     | 作曲     | 編曲   | 時間 |
| -- | ---------------------------------------------- | -------- | -------- | ------ | ---- |
| 1. | 「BRAND NEW STORY」                            | 藤林聖子 | 渡辺徹   | 江口亮 | 3:57 |
| 2. | 「ダイヤモンドは傷つかない -Rearranged ver.-」 | 売野雅勇 | 小室哲哉 | 江口亮 | 4:13 |

ダウンロード
封入されるダウンロード シリアルナンバーにより、以下５曲のうちから１曲がダウンロードできる。有効期間は、2014年12月9日23時59分まで。ダウンロードはレコチョクの提供するサービスであるクラブレコチョクを利用している。
| #  | タイトル                                     | 作詞     | 作曲     | 編曲            | 時間 |
| -- | -------------------------------------------- | -------- | -------- | --------------- | ---- |
| 1. | 「WAKE ME UP!! -Rearranged ver.-」           | in Voice | in Voice | 江口亮          | 3:46 |
| 2. | 「WEEKEND PARADISE -Rearranged ver.-」       | in Voice | in Voice | 江口亮          | 3:51 |
| 3. | 「夢を -Rearranged ver.-」                   | 松本一起 | 前田克樹 | 江口亮          | 4:26 |
| 4. | 「おちゃめなジュリエット -Rearranged ver.-」 | in Voice | in Voice | tofubeats       | 3:53 |
| 5. | 「千夜一夜 -Rearranged ver.-」               | in Voice | in Voice | give me wallets | 3:37 |

### 通常盤
CD
| #  | タイトル                                       | 作詞     | 作曲     | 編曲   | 時間 |
| -- | ---------------------------------------------- | -------- | -------- | ------ | ---- |
| 1. | 「BRAND NEW STORY」                            | 藤林聖子 | 渡辺徹   | 江口亮 | 3:57 |
| 2. | 「ダイヤモンドは傷つかない -Rearranged ver.-」 | 売野雅勇 | 小室哲哉 | 江口亮 | 4:12 |

## 参加ミュージシャン、クリエイター
BRAND NEW STORY
- Drums：比田井修
- Guitar：三井律郎
- プログラミング、その他の楽器：江口亮

- 振付：林希
- 衣装デザイン：北迫秀明

- PVディレクター：鈴木利幸

## 備考
- リリースイベント／ミニライブ＆予約特典会が金田一少年の事件簿の名ゼリフに掛けて「TPDの名にかけて！」のサブタイトルで行われた。[13]

- 初回生産限定盤Cの特典映像「TPD DOCUMENTARY vol.1」のナレーションは、高嶋菜七が担当した。

- TOKYO MXで放送される『第96回全国高等学校野球選手権大会～東・西東京大会～』の番組テーマソングに抜擢された。[14]